# Сімейні таємниці (фільм, 1983)
Сіме́йні таємни́ці — радянський художній фільм, знятий режисером Валерієм Ахадовим на кіностудії «Таджикфільм» у 1983 році.

## Сюжет
Давня мрія голови великої родини — жити окремим кланом і щороку багатшати.
Встановленого у родині суворого порядку дотримуються всі, крім зятя та його брата Даврона.
Зарнігор, племінниця господаря, повідомляє йому про своє кохання до Даврона й бажання жити окремо. Водночас своє бажання одружитись на Зарнігор висловлює вдівець, що навідує родину.
Господар спочатку відмовляє непроханому гостеві, проте свати змушують його дати згоду на одруження, погрожуючи розголосити давню сімейну таємницю…

## Головні ролі та виконавці
- Ато Мухамеджанов — Султанходжа
- Джаміля Садикова — Зарнігор
- Камол Саїдмурадов — Даврон
- Шухрат Іргашев — Расул
- Сайрам Ісаєва — Лола
- Мухаммад-Алі Махмадов — Сафар
- Світлана Норбаєва — Фіруза
- Тамара Шакірова — Дільбар
- Бахтієр Фідоєв — Далер

## Нагороди
- Головний приз «Золотий дукат» кінофестивалю в Мангеймі (1984, ФРН);
- Спеціальний приз і диплом Всесоюзного кінофестивалю в Києві (1984, Україна).